# فرانك غرانت
فرانك غرانت (بالإنجليزية: Frank Grant)‏ هو لاعب كرة قدم أمريكية أمريكي، ولد في 15 فبراير 1950 في بروكلين في الولايات المتحدة.

## وصلات خارجية
- فرانك غرانت على موقع مرجع كرة القدم المحترفة.كوم (الإنجليزية)